# (2445) Блажко
(2445) Блажко (лат. Blazhko) — типичный астероид главного пояса, открыт 3 октября 1935 года советским астрономом Пелагеей Фёдоровной Шайн в Симеизской обсерватории и 8 апреля 1982 года назван в честь российского и советского астронома Сергея Блажко.

## Обнаружение и именование
(2445) Блажко
Открыт 3 октября 1935 года в Симеизе П. Ф. Шайн.
Назван в память о Сергее Николаевиче Блажко (1870—1956) — директоре Московской обсерватории в 1920—1931 годах, профессоре Московского университета в 1931—1953 годах, члене-корреспонденте Академии наук СССР и основателе московской школы исследования переменных звёзд. Построил первую общую теорию затменных переменных типа Алголя. Также предложил новый метод фотографирования малых планет и сконструировал ряд оригинальных приборов, включая блинк-микроскоп и бесщелевой звёздный спектрограф. Название предложено Институтом теоретической астрономии. В честь Блажко также назван лунный кратер.
Оригинальный текст (англ.)2445 Blazhko
Discovered 1935-Oct-03 by Shajn, P. at Simeis.
Named in memory of Sergej Nikolaevich Blazhko (1870—1956), director of the Moscow Observatory during 1920—1931, a professor at Moscow University during 1931—1953 and a corresponding member of the U.S.S.R. Academy of Sciences. The founder of the Moscow school of variable-star research, he constructed the first general theory of eclipsing variables of the Algol type. He also proposed a new method of photographing minor planets and constructed a number of original instruments, including the blink microscope and slitless stellar spectrograph. Name proposed by the Institute for Theoretical Astronomy. Blazhko is also honored by a lunar crater.
Источники: DISCOVERY.DB; M.P.C. 6834.

## Орбита

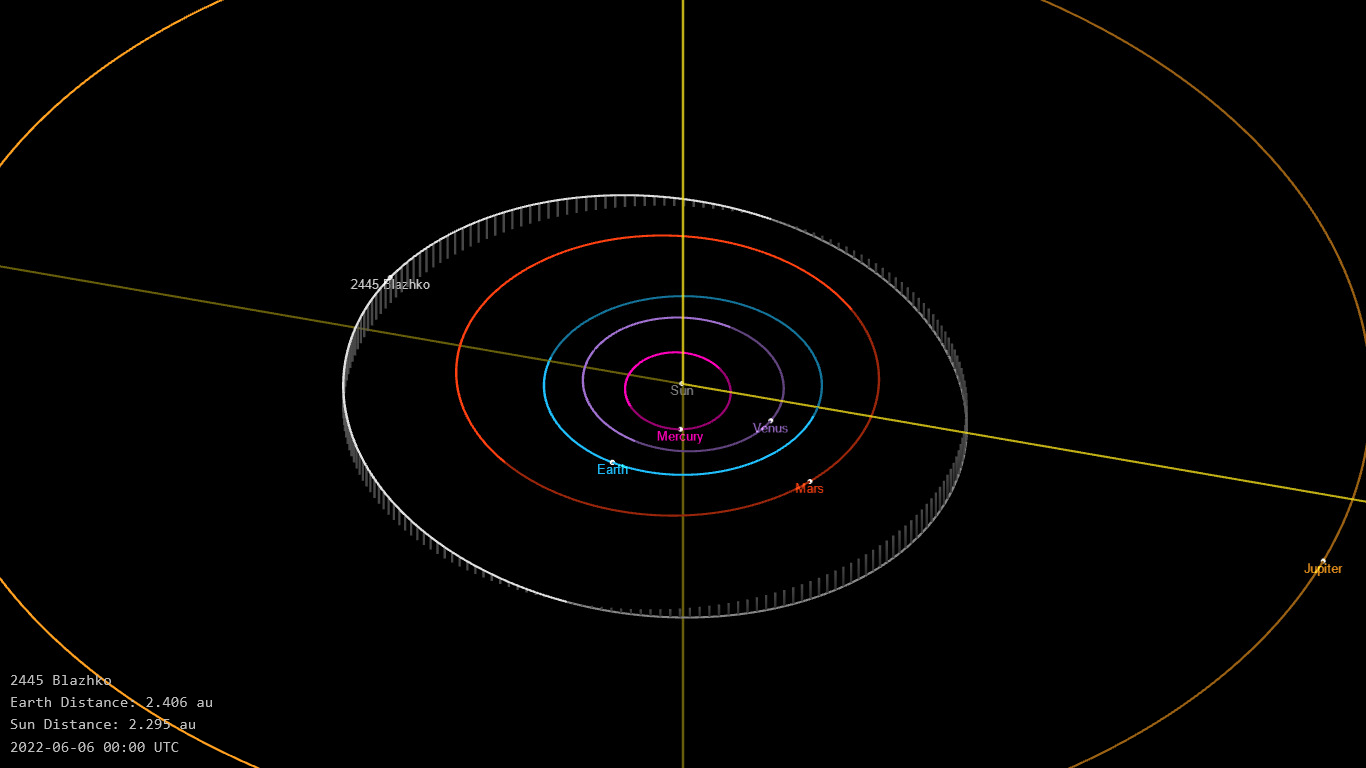
Орбита астероида Блажко и его положение в Солнечной системе

## Физические характеристики
Из наблюдений системы телескопов панорамного обзора и быстрого реагирования Pan-STARRS и наблюдений системы ATLAS следует, что астероид относится к таксономическому классу S.
По результатам наблюдений в видимом и ближнем инфракрасном диапазоне космического телескопа NEOWISE диаметр астероида сначала оценивался равным 9,588±0,090 км, позже — 9,01±0,25 км, 8,62±1,31 км, 9,130±0,141 км. Согласно тем же источникам альбедо оценивается как 0,2326±0,0476, 0,345±0,050, 0,33±0,12 и 0,255±0,054.